# Cuora mouhotii
La tortuga de caja carenada (Cuora mouhotii) es una especie de tortuga perteneciente a la familia Geoemydidae. Se encuentra en el sur de China (Hainan, el Guangxi suroccidental y posiblemente el sur de Yunnan), así como en el norte y el centro de Vietnam, Laos, Bután, Bangladés, Birmania y nordeste de la India. Probablemente también se encuentre en Tailandia.
Está catalogada como una especie en peligro de extinción por la Unión Internacional para la Conservación de la Naturaleza. Una de las principales amenazas a su conservación es su caza para su uso como comida y mascota. También, pero menos frecuentemente, se caza por sus aplicaciones en el ámbito de la medicina popular. La pérdida de su hábitat natural es la otra gran amenaza a su supervivencia
Se la clasificaba como la única especie del género Pyxidea, pero actualmente se la incluye en el género de las tortugas de caja asiáticas Cuora.